# 아르슬란 하칸 옥찰
아르슬란 하칸 옥찰(튀르키예어: Arslan Hakan Okçal, 1954년 2월 25일 - )은 터키의 외교관이다. 그는 2014년 1월 1일부터 주한 터키 대사에 부임했다.

## 경력
- 1978 : 터키 외교부 입부[1]
- 1980 ~ 1981 : 터키공군 소위 (앙카라 터키공군본부 근무)[2]
- 1981 ~ 1983 : 주 벵가지 총영사관 부영사[1]
- 1983 ~ 1987 : 주 뮌스터 총영사관 부영사, 영사[1]
- 1987 ~ 1989 : 외교부 행정재무국 1등서기관[1]
- 1989 ~ 1992 : 주 NATO 대포부 1등서기관, 참사관[1]
- 1992 ~ 1995 : 주 코모티니 총영사[1]
- 1995 ~ 1997 : 외교부 북미국장[1]
- 1997 ~ 1999 : 주 독일 대사관 (본) 1등참사관, 공사참사관[1]
- 1999 ~ 2001 : 주 독일 대사관 (베를린) 공사참사관[1]
- 2004 ~ 2008 : 주 나이지리아 대사[1]
- 2008 ~ 2010 : 주 마케도니아 대사[1]
- 2010 ~ 2013 : 외교부 발칸지역 및 중앙유럽 국장[1]
- 2014 : 주한 대사[1]